# Menhir de Vaujours
Le menhir de Vaujours, appelé aussi la Pierre, est un menhir situé sur la commune de Château-la-Vallière dans le département de l'Indre-et-Loire.

## Description
Le menhir est constitué d'un bloc de poudingue de section triangulaire mesurant 3,60 m de haut sur 1,40 m de large et 1,10 m d'épaisseur. Le menhir est incliné vers l'est.
Il est visible du sentier du tour du lac du Val Joyeux.

## Folklore
Selon une tradition, la nuit les fées viennent danser autour du menhir.